# 이성보
이성보(李晟補, 1956년 ~ )는 대한민국의 법조인이다.

## 생애
1956년 부산광역시에서 태어난 이성보는 경기고등학교와 서울대학교 법학과를 졸업하고 1978년 제20회 사법시험에 합격했다. 1984년 서울민사지방법원 판사에 임명되어 1986년 서울형사지방법원, 1989년 제주지방법원에서 판사를 하다가 1990년에 미국 캘리포니아대학교 버클리캠퍼스 로스쿨 과정을 이수하고 귀국한 다음 1992년에 법원행정처 조사심의관 발령을 받았다.
1094년 서울고등법원 판사, 1996년 대전지방법원 부장판사, 1998년 사법연수원 교수, 2000년 인천지방법원 부천지원장을 거쳐 2002년에 대전지방법원 수석부장판사가 되었으며 2004년 사법연수원 수석교수를 거쳐 2005년 11월부터 서울고등법원 부장판사로 재직하였으며 2009년 2월에 수석부장판사가 되었다.
2009년 9월에 법원장으로 승진하여 청주지방법원, 서울동부지방법원, 서울중앙지방법원에서 법원장으로 재직하였으며 서울중앙지방법원에서 법원장으로 재직하고 있을 때인 2012년 12월 11일 장관급인 국민권익위원회 위원장으로 임명되었다. 국민권익위원회 위원장으로 재직하는 동안 부정청탁 및 금품등 수수의 금지에 관한 법률(이른바, 김영란법)의 국회 법률안 제출 및 국회 통과에 있어 주무부처 장관으로서 주도적인 역할을 한 바 있다. 2015년 12월 국민권익위원회 위원장으로서 3년의 임기를 마치고 퇴직한 다음 개인법률사무소를 운영하다가 2019년 2월말부터 법무법인(유한) 동인의 대표변호사로 일을 하고 있다.

## 학력
- 경기고등학교
- 서울대학교 법학 학사

## 경력
- 제20회 사법시험 합격
- 서울민사지방법원 판사
- 서울형사지방법원 판사
- 제주지방법원 판사
- 법원행정처 조사심의관
- 서울고등법원 판사
- 대전지방법원 부장판사
- 사법연수원 교수
- 인천지방법원 부천지원장
- 대전지방법원 수석부장판사
- 사법연수원 수석교수
- 서울고등법원 부장판사
- 서울고등법원 수석부장판사
- 청주지방법원장
- 서울동부지방법원장
- 서울중앙지방법원장
- 국민권익위원회 위원장
- 법무법인(유한) 동인 대표변호사

| 전임 이진성 | 제44대 서울중앙지방법원장 2012년 2월 7일 ~ 2013년 12월 7일 | 후임 서기석 |

| 전임 김영란 | 제4대 국민권익위원회 위원장 2012년 12월 11일 ~ 2015년 12월 10일 | 후임 성영훈 |